# Commerce des esclaves

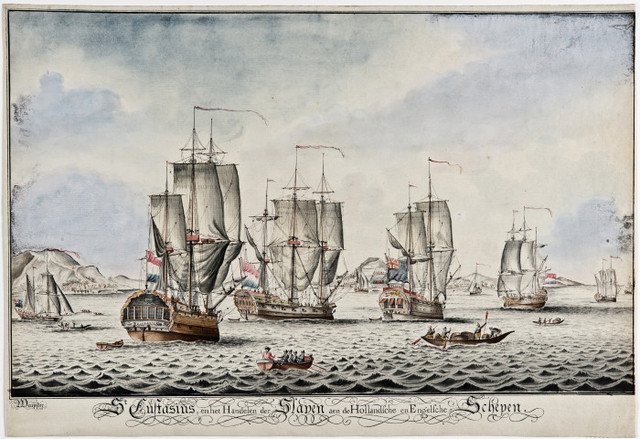
Navires négriers hollandais et anglais devant l'île Saint-Eustache, Îles du Vent, anciennes Antilles Néerlandaises, 1763.

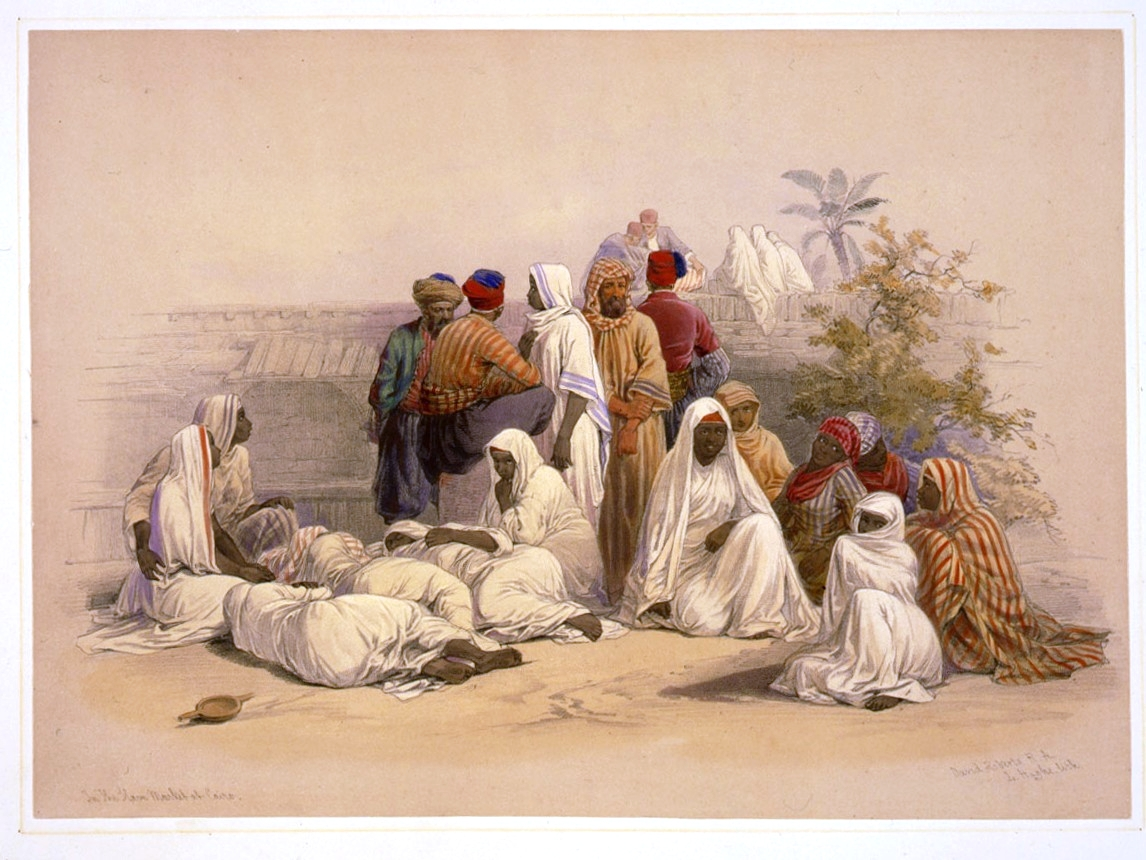
Marché aux esclaves au Caire par David Roberts, 1838/1839.

L'esclave est une « personne qui n'est pas de condition libre et se trouve sous la dépendance absolue d'un maître dont elle est la propriété ». Qui dit propriété dit possibilité d'échange : avec l'esclavage a probablement toujours existé un commerce des esclaves (également appelé « traite des esclaves ») qui peut s'analyser comme une activité économique à part entière (qu'elle soit licite ou illicite, morale ou immorale).
Le commerce des esclaves remonte très certainement à la nuit des temps historiques. Ses formes actuelles sont définies par l'expression « trafic d'êtres humains ».

## Étymologie et sémantique[1]
La plus ancienne apparition du mot « commerce » remonte au XIVe siècle, époque au cours de laquelle a aussi émergé les premières traces des mots « trafic » et « traite ». Ces trois mots vont voir leurs sens évoluer entre le milieu du XVIe siècle et le milieu du XVIIe siècle.

### Origines (XIVesiècle)
Le trafic d'esclave a commencé quand les Européens ont commencé à manquer de main-d’œuvre pour, par exemple, récolter du coton et du sucre dans leurs exploitations agricoles. Commerce et trafic recouvraient, parmi d'autres sens, la même signification : l'échange ou la vente de marchandises. Le mot « traite » se limitait quant à lui à la notion de « transport de marchandises entre différents pays ». Il définissait aussi « les droits perçus aux frontières sur la circulation des marchandises ». Dès l'origine donc, le mot « traite » impliquait des notions de circulation ou de mouvement entre des zones géographiques marquées (frontières).

### Évolutions (1550-1650 env.)
Commerce et trafic se voient adjoindre une connotation négative. En particulier, le mot trafic définit alors aussi « le commerce immoral ou illicite ». Le sens du mot « traite », quant à lui, indique alors plus précisément « le commerce entre des vaisseaux et les habitants d'un côte ».
En 1690, apparaît pour la première fois l'expression « traite des nègres ».

### Époque contemporaine

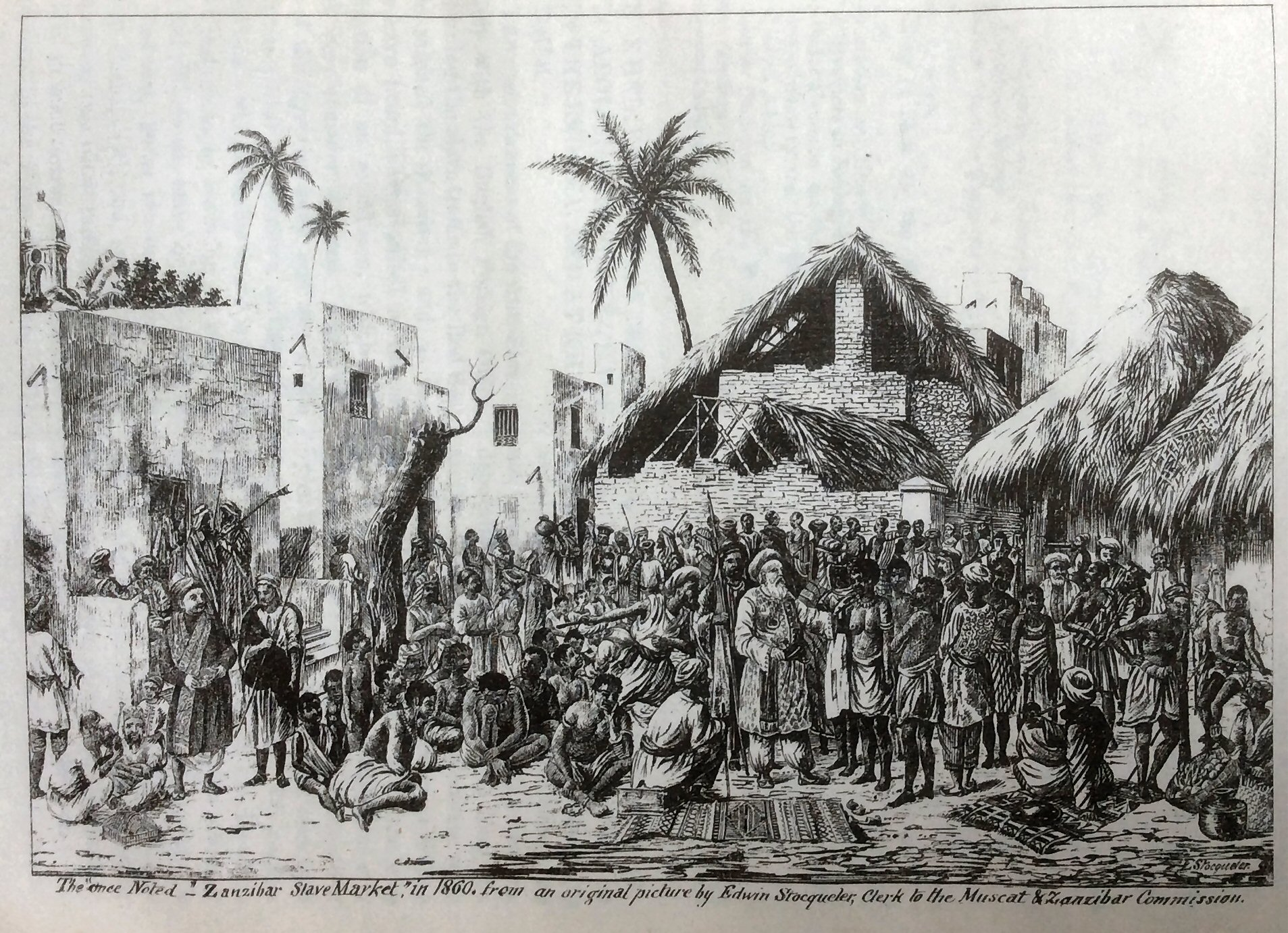
Marché aux esclaves à Zanzibar, 1860.

Le mot « commerce » définit « l'activité qui consiste à échanger, ou à vendre et acheter, des marchandises, produits, valeurs, » etc. Le mot « trafic » a poursuivi son évolution négative et prend comme sens « le commerce illicite, généralement clandestin » ou le « fait de monnayer une chose non vénale ou un bien moral ». Le mot « traite » est considéré comme appartenant à l'histoire coloniale. Dans ce contexte historique, il signifie « le trafic effectué du XVIe siècle au XIXe siècle par certains navires de commerce, principalement sur les côtes d'Afrique, qui consistait à échanger des denrées contre des marchandises et des spécialités locales ».

L'étymologie du mot « esclave » (qui apparaît pour la première fois aux environs de 1175) mérite, quant à elle, de se voir citer dans son entier. Le mot « esclave » est considéré comme :
« emprunté au latin médiéval sclavus (Xe siècle), proprement slave (VIIe siècle) qui est probablement une formation régressive à partir de sclavone “slave” issu du slave primitif sloveniu. La même évolution a eu lieu en grec médiéval. Le changement de sens de “slave” vers “esclave” s'explique par le grand nombre de Slaves réduits en esclavage dans les Balkans par les Germains et les Byzantins pendant le Haut Moyen Âge. »

## Grandes périodes historiques

### Moyen Âge
L'Europe médiévale a vu plusieurs marchés aux esclaves sur son sol. Avant la fin du Xe siècle, Verdun constituait ainsi une plaque tournante de ce commerce. Le dernier marché d'esclaves du Saint-Empire romain germanique, Mecklembourg perdure jusqu'en 1006. À mesure que grandit l'influence de l'Église l'esclavage de chrétiens par d'autres chrétiens tend à se marginaliser. Le monde musulman et l'Empire byzantin sont cependant de gros acheteurs pendant tout le Moyen Âge. Jusqu'au XIe siècle ils sont largement approvisionnés par les marchands nordiques, eux-mêmes fournis entre autres par les raids vikings, via la route commerciale de la Volga et la route commerciale des Varègues aux Grecs. L'importante quantité de dirhams retrouvés sur l'île suédoise de Gotland et datant de cette période témoigne de la vigueur de ce commerce.